# Żagary
Żagary (w gwarze wileńskiej suche patyki, żerdki, chrust) – polska grupa poetycka, która narodziła się w Wilnie w 1931 roku. Sytuowała się w obrębie tzw. Drugiej Awangardy, była nazywana także „awangardą wileńską”. Początkowo grupa wydawała czasopismo o takiej samej nazwie „Żagary”. Jej członkowie postulowali społeczne zaangażowanie literatury, a ich twórczość charakteryzowała się lewicowym radykalizmem, antyfaszyzmem oraz katastrofizmem.

## Powstanie grupy
Narodziny grupy wiążą się ze środowiskiem akademickim Uniwersytetu Stefana Batorego (obecnie Uniwersytet Wileński), głównie z istniejącymi tam kołami naukowymi i stowarzyszeniami: Klubem Intelektualistów, Legionem Młodych, Klubem Włóczęgów oraz Sekcją Twórczości Oryginalnej Koła Polonistów. Wystąpienie programowe Teodora Bujnickiego, Czesława Miłosza, Jerzego Zagórskiego, Kazimierza Hałaburdy i Stefana Jędrychowskiego odbyło się w lutym 1931 roku podczas wieczorku poetyckiego, zorganizowanego pod nazwą Najmłodsze Wilno Literackie, w sali Związku Literatów. To wydarzenie, oraz wydane wcześniej (w latach 1927–1929) trzy wspólne tomiki poetyckie: STO, Spod arkad, Patykiem po niebie dały początek grupie literackiej.

## Działalność publicystyczna i kulturalna
Dzięki pomocy Stanisława Cata-Mackiewicza, redaktora i wydawcy dziennika „Słowo”, żagaryści opublikowali w kwietniu 1931 roku pierwszy numer swojego czasopisma. Pomysłodawcami nazwy periodyku, a zarazem grupy byli Bujnicki i Miłosz. Oprócz nich redakcję czasopisma tworzyli także: Jędrychowski, Zagórski i Antoni Gołubiew. W listopadzie tego samego roku wykluczony z redakcji został Hałaburda ze względu na jego udział w antysemickim zajściu, na jego miejsce przyjęto Jerzego Putramenta.
Na skutek sporów ideologicznych z Mackiewiczem, po opublikowaniu ośmiu numerów „Żagarów”, od maja 1932 roku czasopismo przekształcono w dodatek do Kuriera Wileńskiego o nazwie „Piony”. Jego redaktorami byli Henryk Dembiński, Jędrychowski i Zagórski. W 1933 roku wznowiono jednak druk „Żagarów”, którego cztery numery ukazały się do marca 1934. W redakcji tego czasopisma zasiadali Bujnicki, Dembiński, Zagórski, Miłosz, Putrament, Józef Maśliński, Aleksander Rymkiewicz, a także Anatol Mikułko i Mieczysław Kotlicki, którzy redagowali dotąd dodatek wileński pt. „Smuga”. Do grupy należeli także Wacław Korabiewicz, Tadeusz Byrski i Leon Szreder.
Po upadku pisma w 1934 nastąpiła dezintegracja grupy, chociaż podejmowano (aż do końca 1939 roku) kolejne inicjatywy czasopiśmiennicze: Maśliński redagował „Kolumnę Literacką” jako dodatek do „Kuriera Wileńskiego” w latach 1934–1938, z kolei w latach 1937–1938 Zagórski prowadził dodatek do „Kuriera Porannego” o nazwie „Apel”. Bujnicki do wybuchu II wojny światowej prowadził dział literacki w „Słowie”. Dembiński i Jędrychowski w 1936 roku wydawali pisma „Poprostu” oraz „Karta” o radykalnym charakterze społeczno-politycznym (za co spotkały ich liczne szykany ze strony władz państwowych oraz konfiskaty mienia).
Działalność żagarystów nie ograniczała się tylko do wydawania kolejnych pism. Poeci ci byli także założycielami drugiego Klubu Intelektualistów, której przewodził Dembiński. Grupa usiłowała także stworzyć własną linię wydawniczą, wzorem innych grup literackich, o nazwie „Grupa literacka Żagary-Piony”. Jednakże drukiem ukazały się tylko dwa zbiorki: Bujnickiego Po omacku i Zagórskiego Ostrze mostu. Organizowali wieczorki poetyckie, podejmowali współpracę z redaktorami czasopisma „Linia”. W 1934 uczestniczyli wraz z poetami z innych części kraju w wieczorze poetyckim o nazwie „Najazd Awangardy na Warszawę”. Żagarystów łączyły silne więzi przyjacielskie.

## Program literacki
Żagaryści cechowali się silnym poczuciem odrębności pokoleniowej, jednocześnie reprezentując otwartą postawę, co różniło ich znacznie od innych awangardowych środowisk artystycznych dwudziestolecia międzywojennego. Ich twórczość była podporządkowana przede wszystkim poglądom społeczno-ekonomicznym. Głównym ideologiem grupy był Dembiński, który głosił hasła przemiany moralnej społeczeństwa dokonanej z dobrej woli. Literatura miała więc pełnić głównie rolę społeczną.
Ich twórczość cechowała się konstruktywizmem, prozaizacją, kultem faktu, reportażem, intelektualizmem. Nawiązywali jednocześnie do poezji Mickiewicza, Słowackiego, a także do klasycyzmu (oda, poemat, liryka opisowa) oraz do korzeni kultury. Ponadto obecne w niej było także przeczucie katastrofy, nieuchronnej apokalipsy czy zbliżającej się zagłady, która miała pochłonąć zarówno świat, jak i człowieka.
Program literacki grupy został zawarty w kilku wypowiedziach indywidualnych, opublikowanych na łamach czasopism:
- Bujnicki – Ostatnia kwadra „Kwadrygi” („Żagary” 1931, nr 4)
- Miłosz – Bulion z gwoździ (Żagary 1931, nr 5), Dane do poematów („Piony” 1932, nr 5), Sens regionalizmu („Piony” 1932, nr 2)
- Zagórski – Radion sam pierze („Żagary” 1932, nr 6)
- Jędrychowski – Zbrodnie przymiotnika („Żagary” 1931, nr 1), Bezpośrednio przed nami („Żagary” 1931, nr 4), Nawiązanie do Petrażyckiego („Piony” 1932, nr 1), Jednostka i kolektyw w sztuce („Piony” 1932, nr 4)
- Szreder – Metafora przed sądem („Żagary” 1932, nr 6)
- Maśliński – Panowie, spokojnie („Żagary” 1933, nr 2)

### Twórczość
Literacki dorobek grupy obejmuje kilka tomików wierszy:
- 1933 – Teodora Bujnickiego Po omacku, Jerzego Zagórskiego Ostrze mostu, Czesława Miłosza Poemat o czasie zastygłym
- 1934 – Jerzego Zagórskiego Przyjście wroga
- 1935 – Aleksandra Rymkiewicza Tropiciel
- 1936 – Czesława Miłosza Trzy zimy
- 1937 – Jerzego Zagórskiego Wyprawy

## Nawiązania
Niektóre następne generacje polskich poetów nawiązywały zarówno do twórczości, jak i poetyki żagarystów. Byli to m.in. poeci „Sztuki i Narodu”, pokolenia Kolumbów oraz pokolenia „Współczesności”. Z kolei w Gdańsku w latach 1979–1983 założono grupę literacką Nowe Żagary, skupiającą członków Koła Młodych Związku Literatów Polskich, która jednak do poetów wileńskich nawiązywała tylko swoją nazwą.